# Gereformeerde kerk (Neermoor)
De Gereformeerde kerk (Altreformierte Kirche) in Neermoor, gemeente Moormerland (Nedersaksen), werd in het jaar 1865 gebouwd en behoort tot de kleinste kerkgebouwen van Oost-Friesland. Sinds 1995 is het kerkje een beschermd monument.

## Geschiedenis
De gereformeerde gemeente van Neermoor is de jongste gereformeerde gemeente van Oost-Friesland en werd samen met acht gemeenteleden in 1861 door dominee J.B. Sundag uit Bentheim gesticht. Als eerste dominee werd in 1864 Nickolas Steffens beroepen.
Het eenvoudige zaalkerkje met zadeldak, hoekpilasters en drie segmentboogramen in de lengte muren werd in 1865 opgericht. De lengtemuren zijn versierd met pilasters en hebben boven een fries. Het iets naar voren springende ingangsportaal wordt geflankeerd door twee pilasters, die tot hoog in de geveldriehoek reiken. Daar bevindt zich in de spits nog een klein halfrond raam.
Achter de kerk werd in 1974 nog een kleine aanbouw toegevoegd, die ruimte biedt voor gemeentelijke activiteiten.
De gemeente was in de jaren 1885-1888 met Ihrhove en in 1891-1892 en 1955-1958 met Emden verbonden. Sinds 1975 delen Neermoor en Ihrhove samen een dominee.

## Interieur

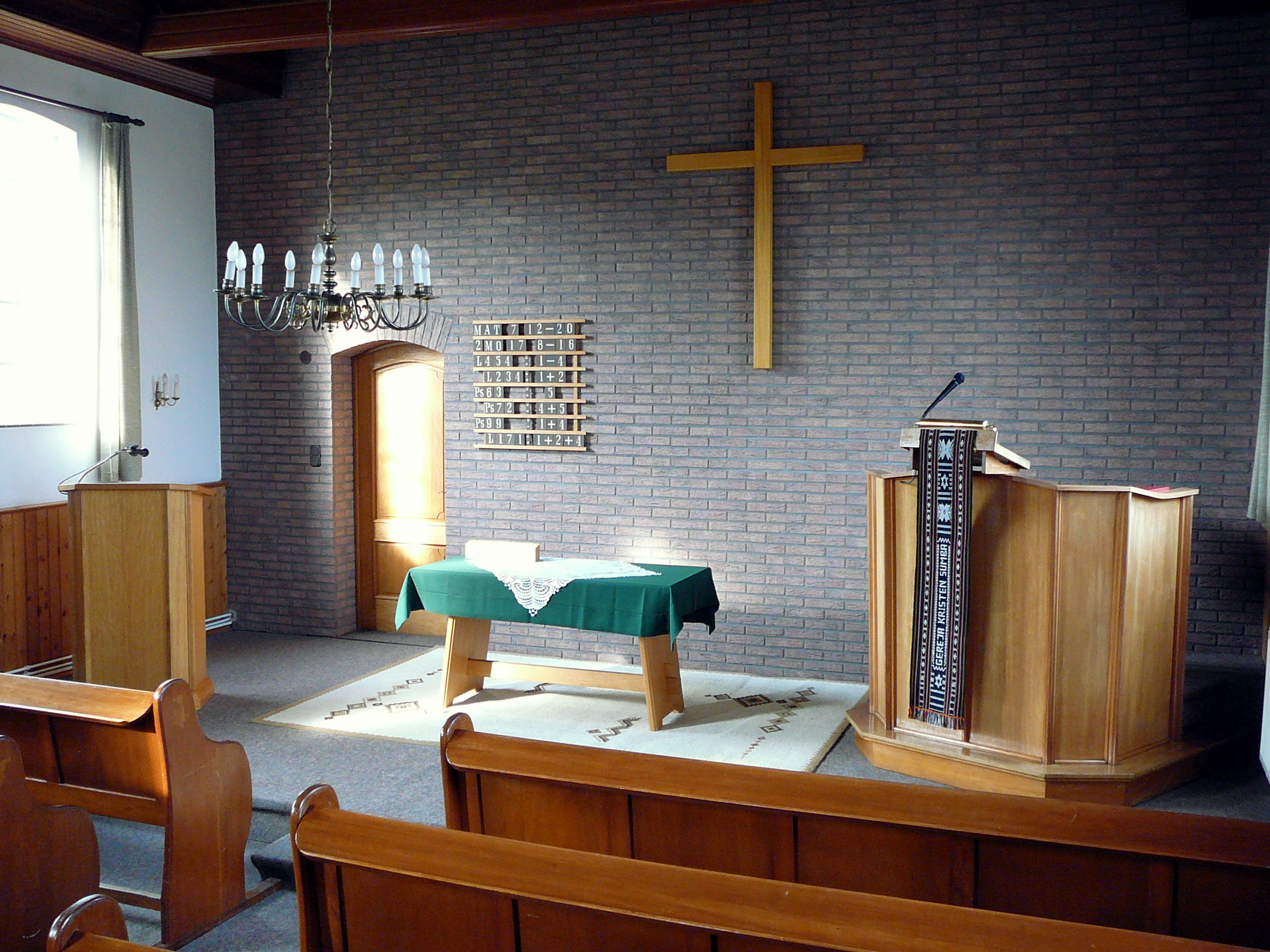
Interieur

Het eenvoudige interieur heeft een preekstoel, een tafel, een lezenaar en voor de gelovigen twaalf banken, die uit 1954 stammen.
Het Engelse orgel uit circa 1900 stond nog niet zo lang geleden in de Sint-Albanuskerk, Blue Bell Hill, Chatham (Kent).Gerrit Geerds verbouwde het positief voor Neermoor, dat over vier registers op één manuaal en aangehangen pedaal beschikt. De orgelkas werd grotendeels vernieuwd. De pijpen in het front stammen uit een orgel van de hervormde kerk te Risca (Engeland). Ter vervanging van een verloren gegaan register werd een open diapason uit een orgel van de Drie-eenheidskerk te Atherton (Engeland) verworven en ingebouwd.
De avondmaalstafel en een tweede kelk werden in 1987 aangeschaft. Sinds 2009 siert een groot houten kruis de muur achter de preekstoel.